# Virginia City (Nevada)
Virginia City è un census-designated place (CDP) il quale è il capoluogo della contea di Storey, nel Nevada. Fa parte dell'area metropolitana di Reno-Sparks.
Virginia City sorse come boomtown con la scoperta del Comstock Lode nel 1859, il primo grande giacimento d'argento scoperto negli Stati Uniti, con l'apertura di numerose miniere. Al culmine della popolazione della città nella metà degli anni 1870, si contavano circa 25.000 abitanti. La produzione delle miniere diminuì dopo il 1878, e la città stessa declinò di conseguenza. Al censimento del 2010, la popolazione di Virginia City era di circa 855 abitanti, e quella della contea di Storey era di 4.000 abitanti.

## Geografia fisica
Secondo lo United States Census Bureau, ha un'area totale di 0,87 mi² (2,25 km²).

## Società

### Evoluzione demografica
Secondo il censimento del 2010, la popolazione era di 855 abitanti.

### Etnie e minoranze straniere
Secondo il censimento del 2010, la composizione etnica del CDP era formata dal 91,6% di bianchi, lo 0,4% di afroamericani, l'1,8% di nativi americani, lo 0,9% di asiatici, lo 0,4% di oceanici, il 2,3% di altre razze, e il 2,7% di due o più etnie. Ispanici o latinos di qualunque razza erano il 5,1% della popolazione.